# Valdivia
Valdivia je město v Chile, hlavní sídlo regionu Los Ríos. Pojmenováno bylo po svém zakladateli, conquistadorovi Pedru de Valdivia. Leží na soutoku řek Calle-Calle, Cruces a Caucau, které pokračují jako řeka Valdivia do Tichého oceánu – ten je asi 15 km vzdálený. Žije zde přibližně 150 tisíc obyvatel.

## Historie
Město bylo založeno roku 1552 španělským conquistadorem Pedrem de Valdivia jako osada Santa María la Blanca de Valdivia. Na konci 16. století bylo město zničeno nájezdy domorodých Mapučů. Díky své strategické poloze ve spletitém říčním systému zde byly vybudovány četné pevnosti a stalo se významným opěrným bodem španělských kolonizátorů v oblasti. Po vyhlášení nezávislosti Chile v roce 1818 odolávalo ještě 2 roky, než se jej zmocnila chilská armáda. V roce 1910 zde byla vytvořena diecéze, do jejíž čela byl ustanoven jako první apoštolský administrátor český Němec August Klinke. Roku 1960 bylo město při Velkém chilském zemětřesení vážně poškozeno – spolu s velkým požárem z roku 1909 je důvodem, proč se ve městě nedochovaly žádné budovy dokládající jeho historii. Mezi zachovalé památky patří dům Carlose Andwantera a další domy německých přistěhovalců, mimo centrum města je to pevnost Niebla. Ve městě sídlí významný chilský pivovar Kunstmann, který byl založen německými osadníky.

## Klima
Ve městě panuje mírné oceánské klima, průměrná nejvyšší teplota (leden) je 18,2 °C, průměrná nejnižší teplota je 4,6 °C (červenec).

## Doprava
Valdivia je propojena s hlavní chilskou dálnicí č. 5 (Panamericanou) propojena státními silnicemi 202, 204 a 206. Dálková autobusová doprava spojuje město mj. s Puerto Monttem, Osornem, La Uniónem, Villarricou, Temucem a Santiagem. S hlavním městem Chile je Valdivia propojena každodenními lety z 23 km vzdáleného letiště Pichoy.

## Fotogalerie

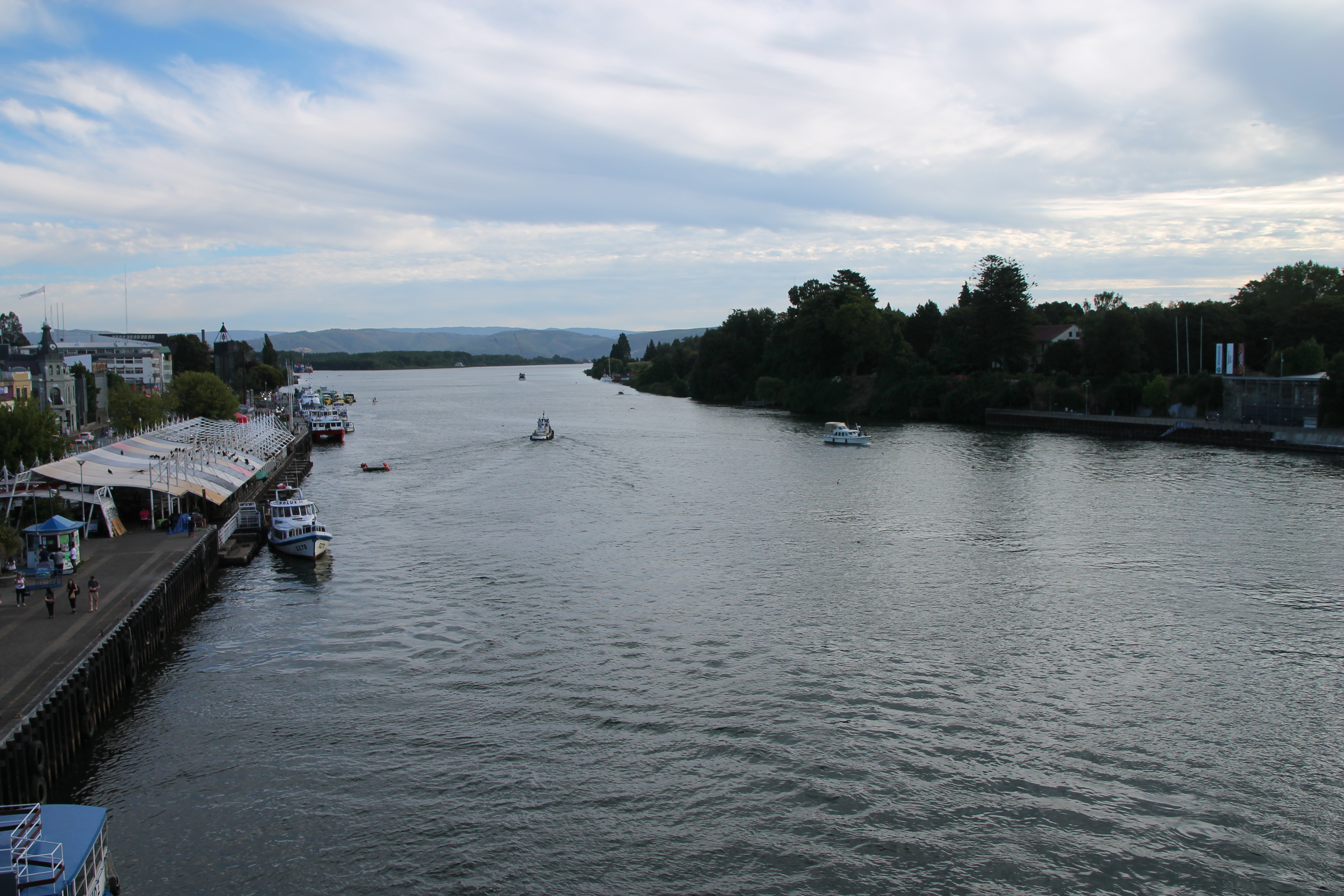
Řeka Valdivia
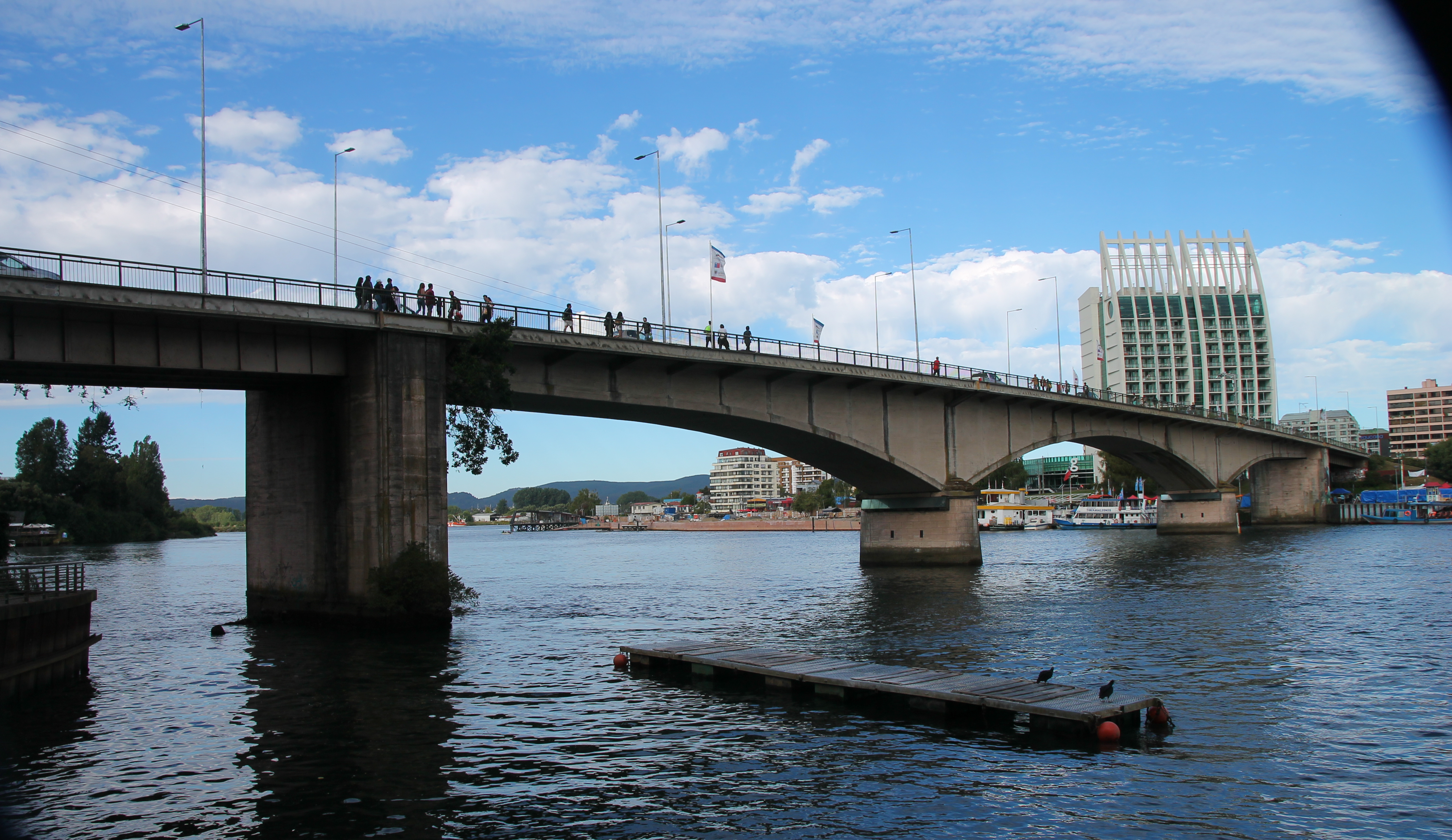
Most Pedra de Valdivia
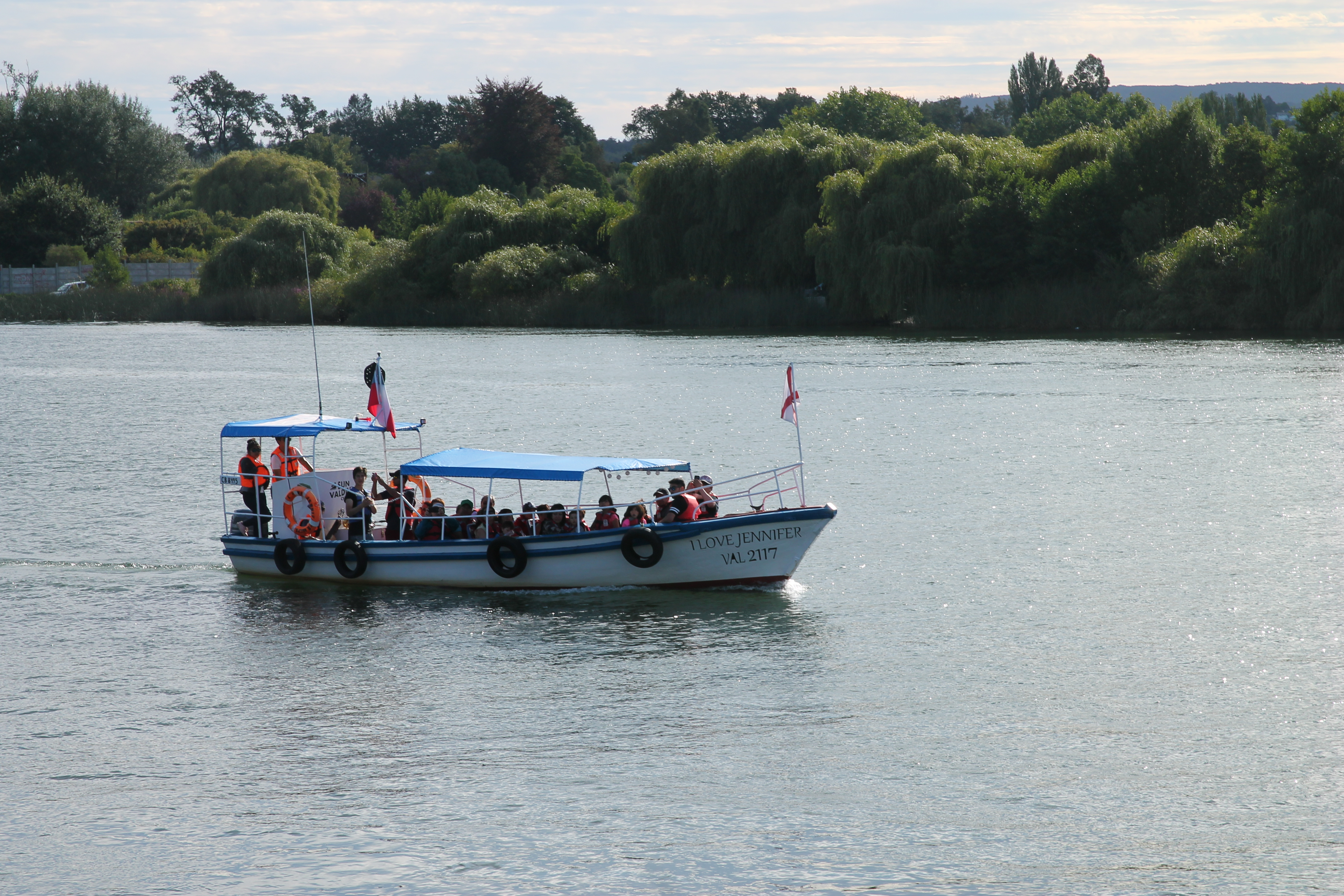
Loď na řece
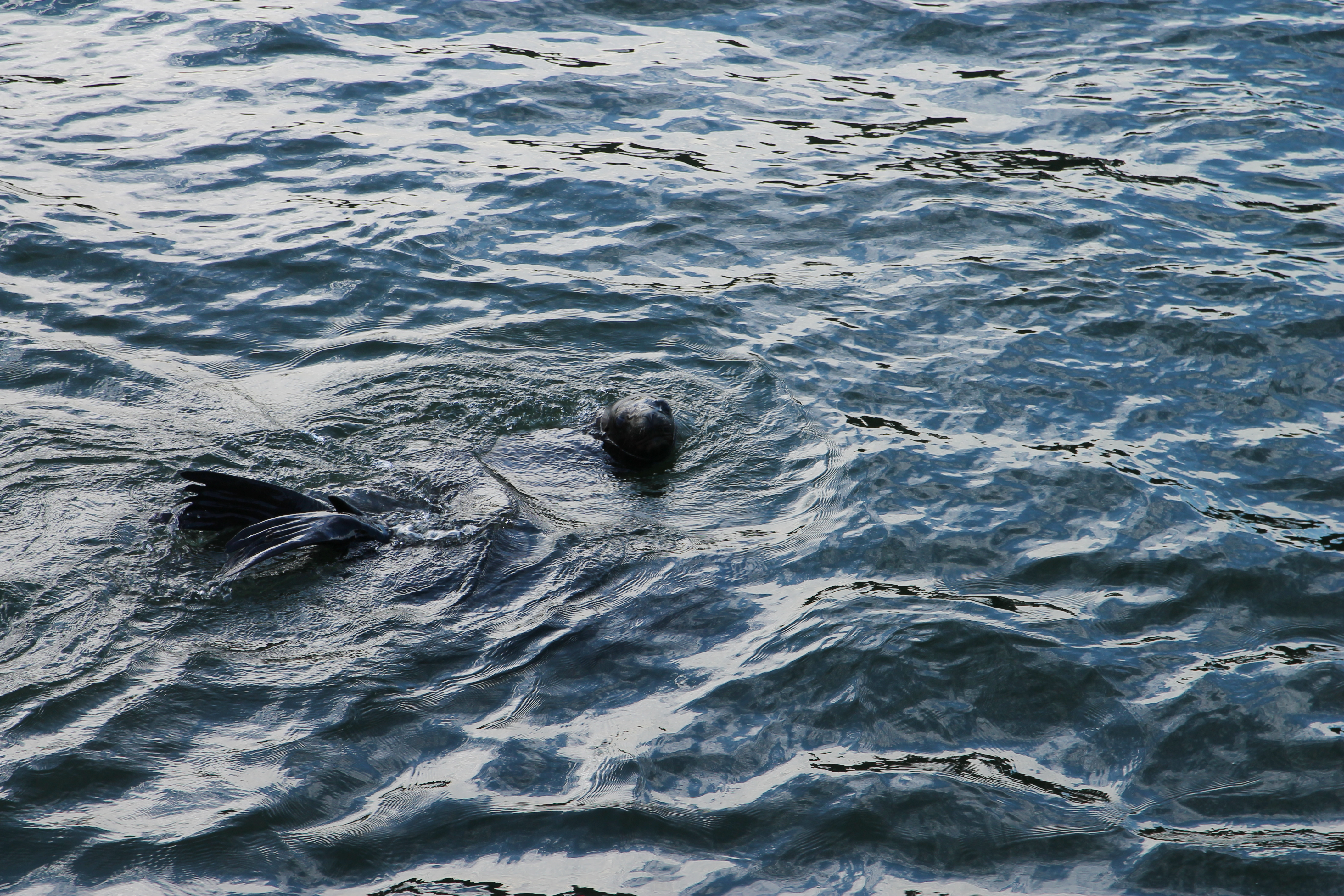
Lachtan v řece
Nábřeží
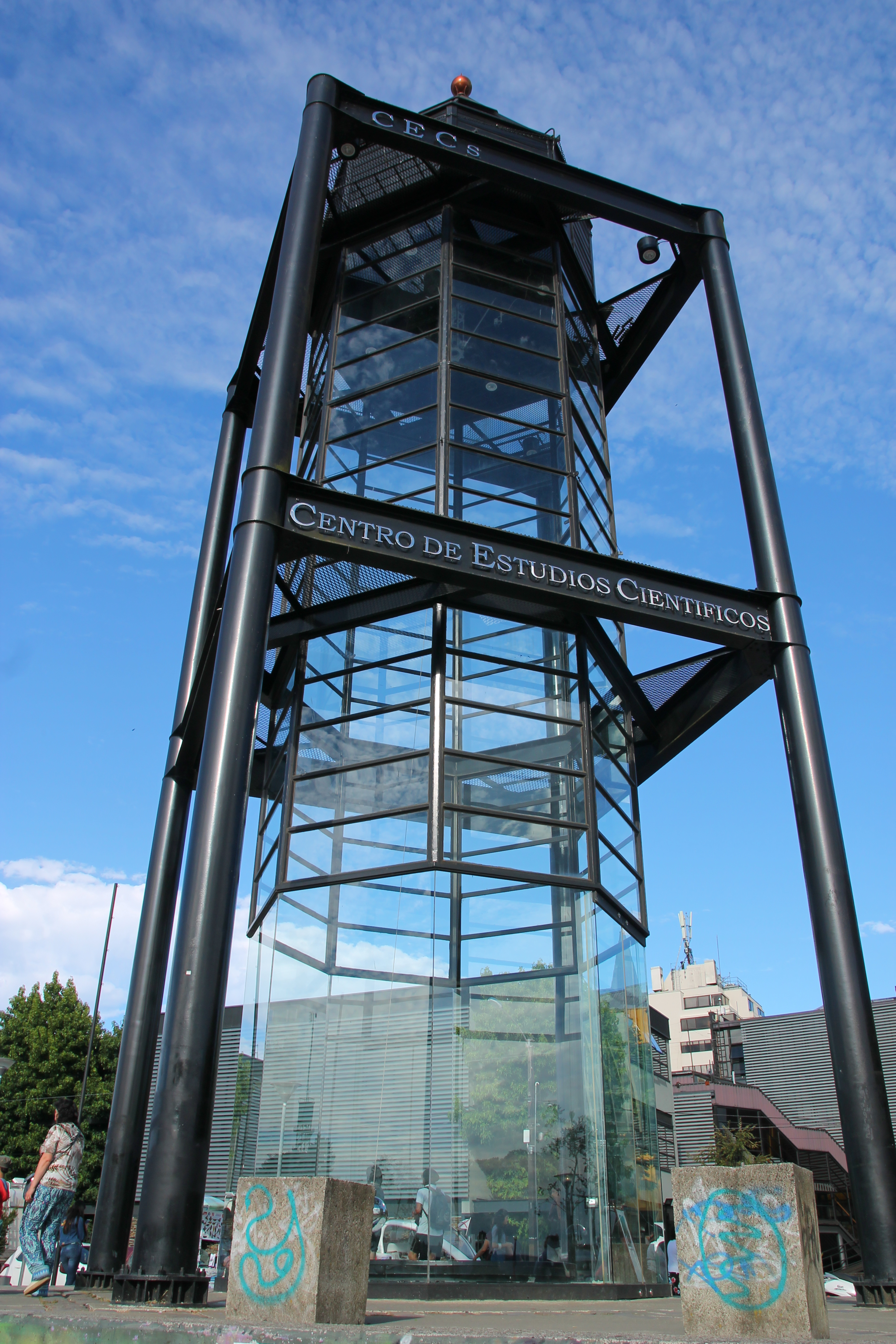
Foucaultovo kyvadlo na nábřeží
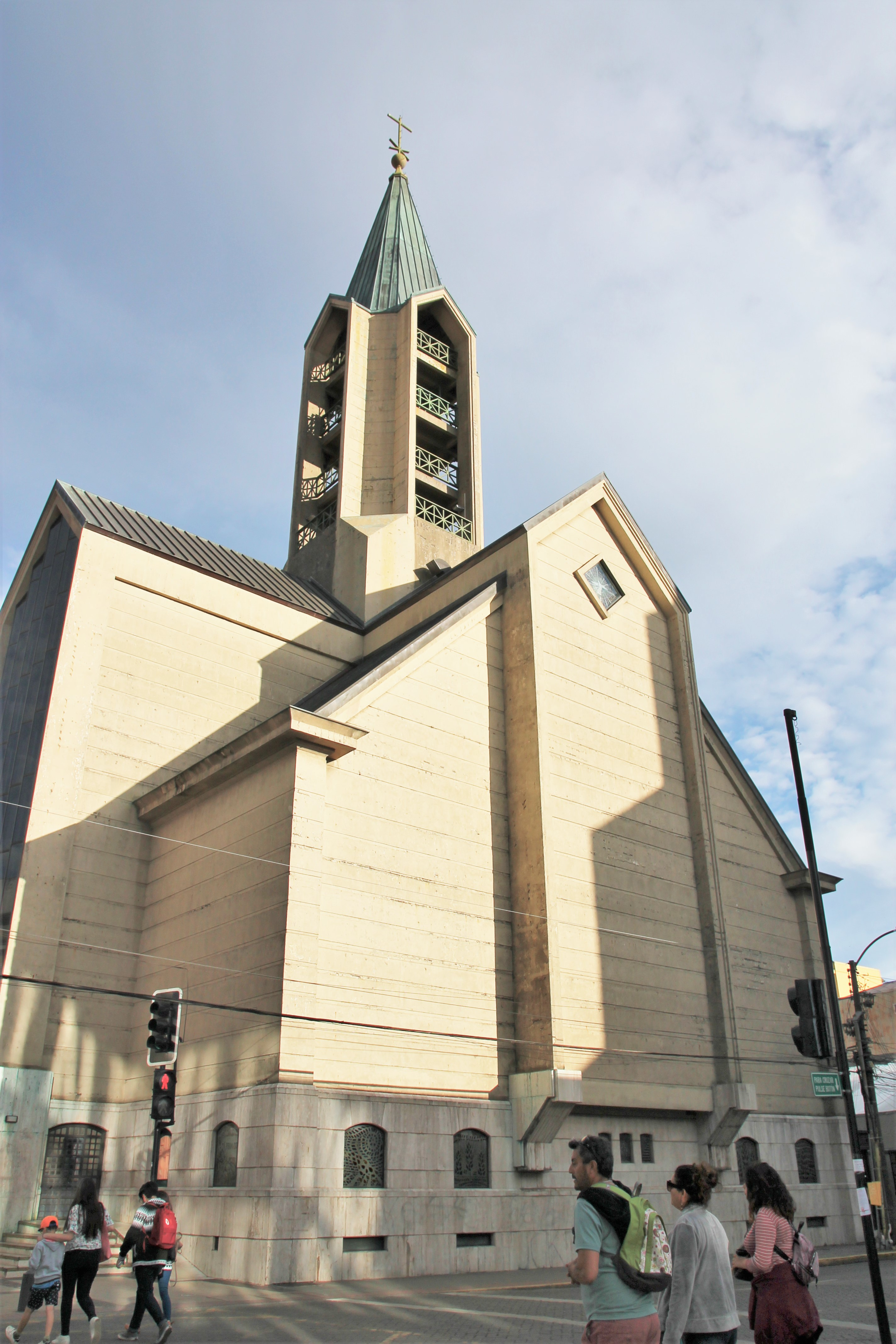
Katedrála
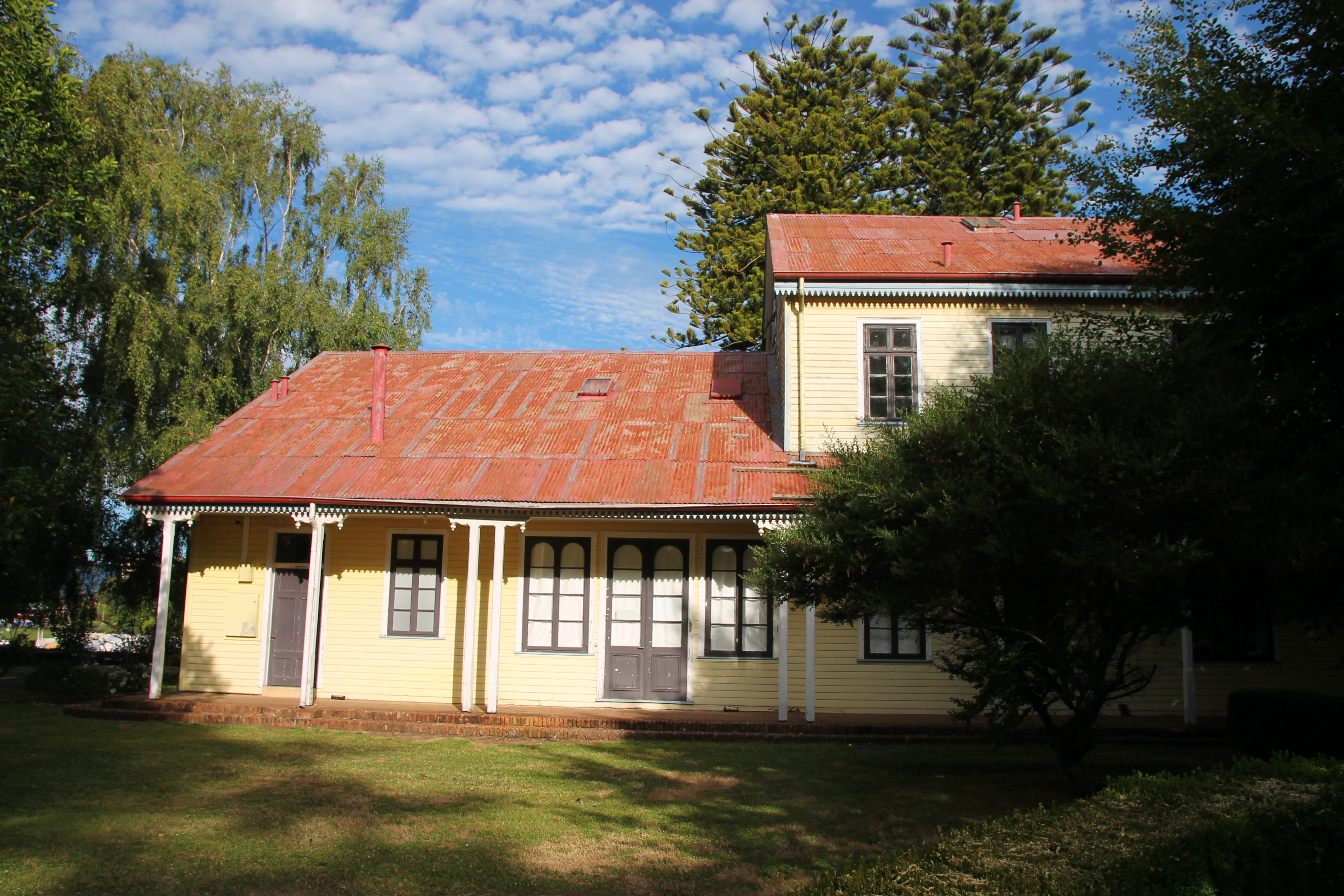
Casa Anwandter
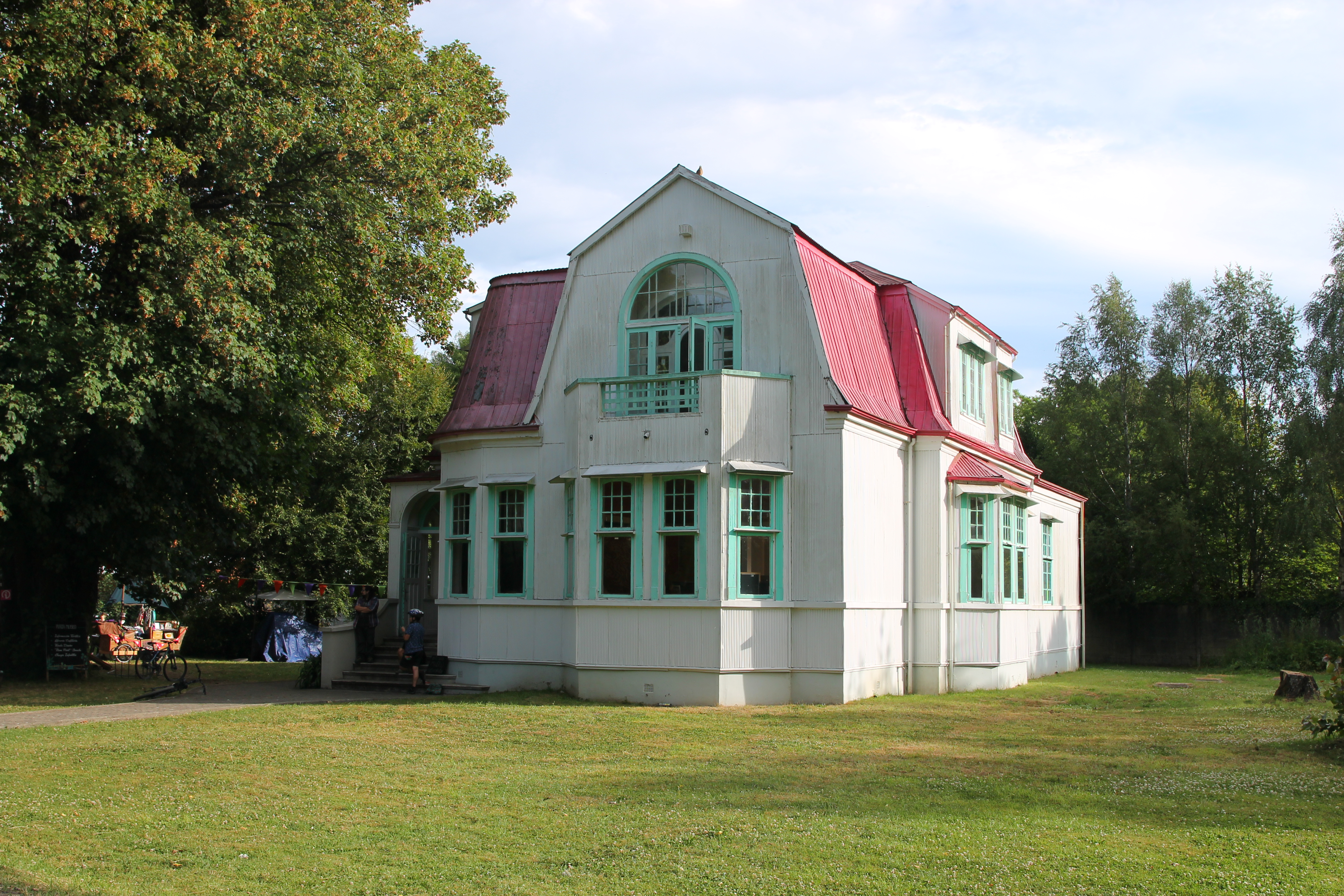
Muzeum Rudolpha Amanduse Philippiho
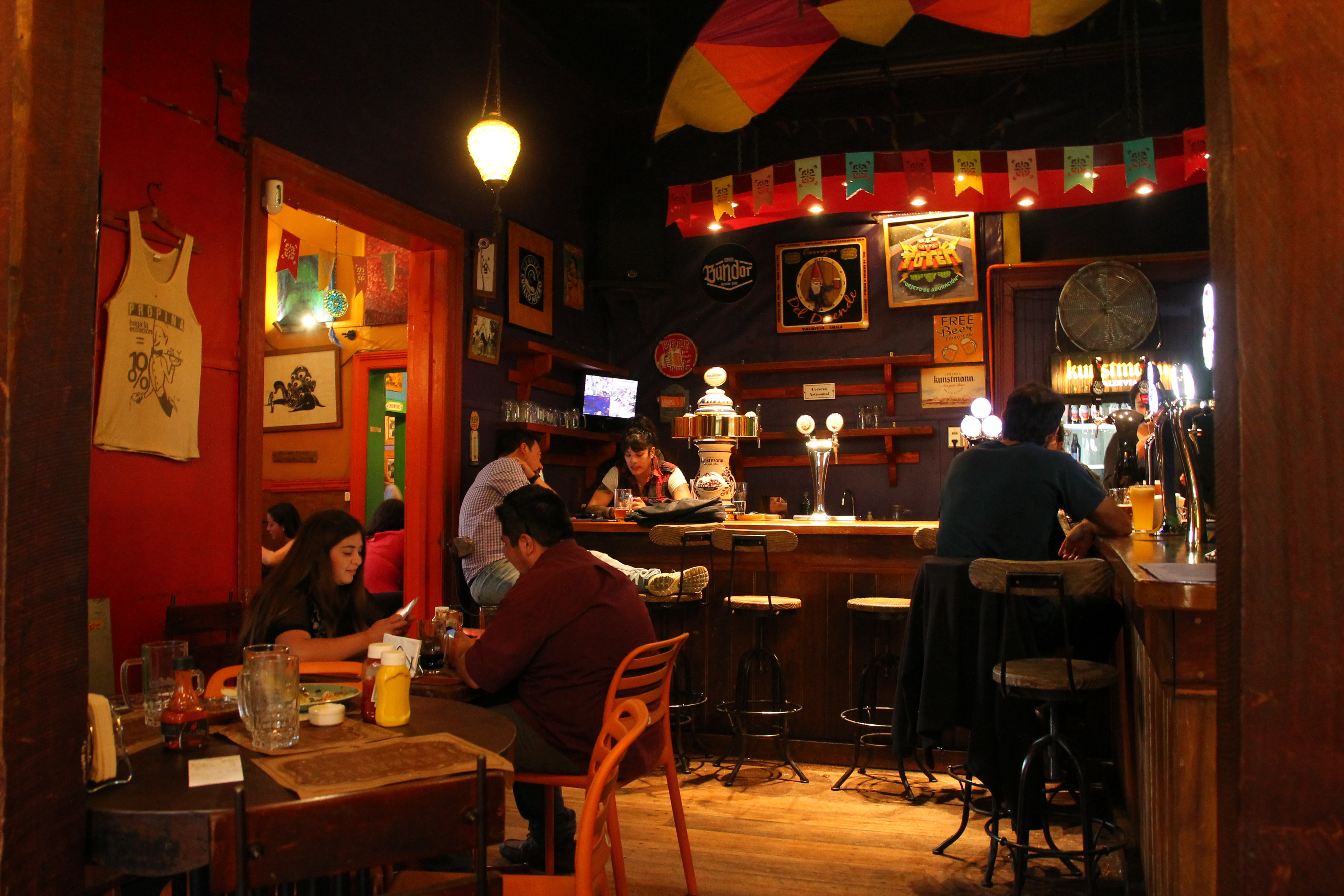
Hospoda s nabídkou místních piv
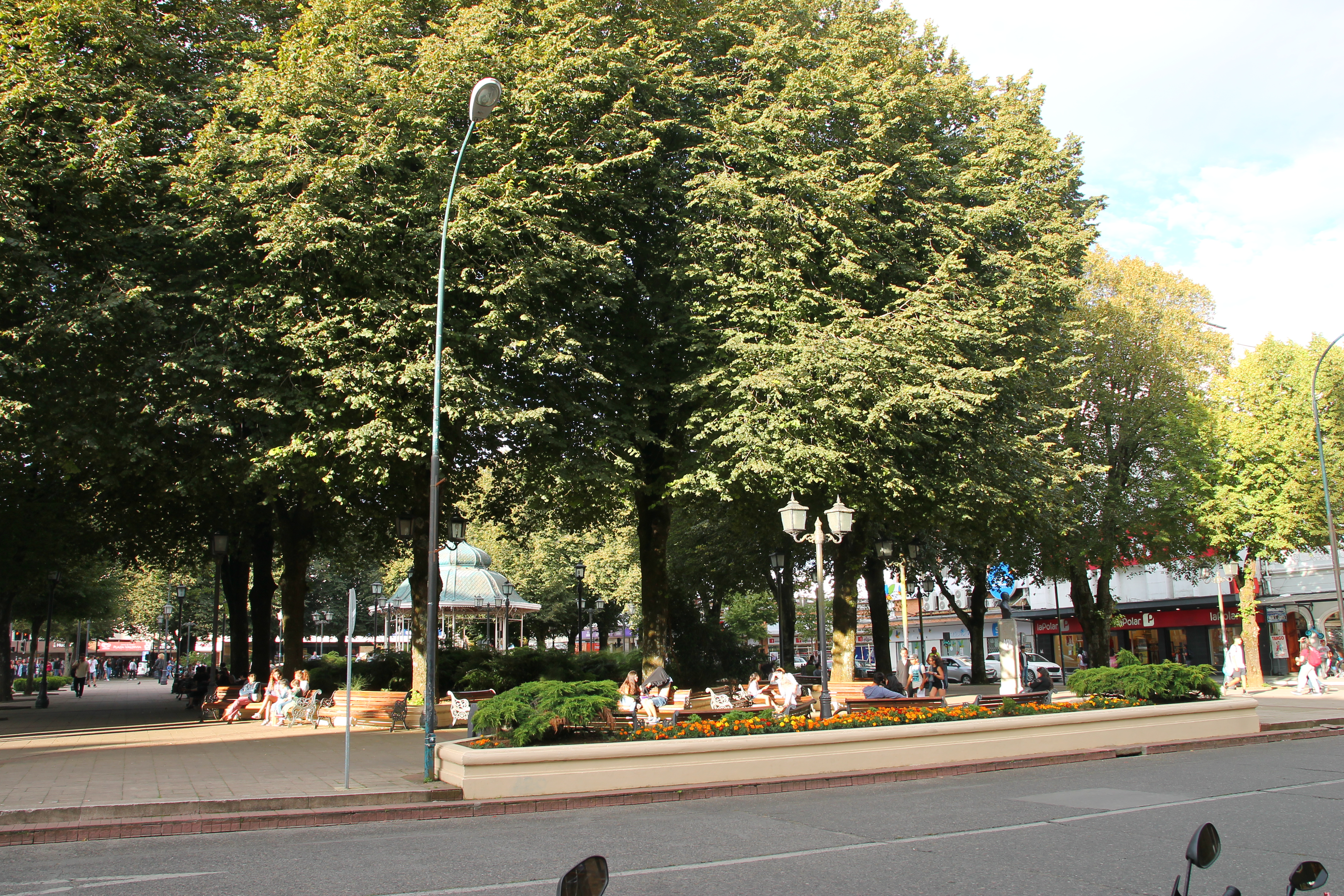
Náměstí Plaza de la República
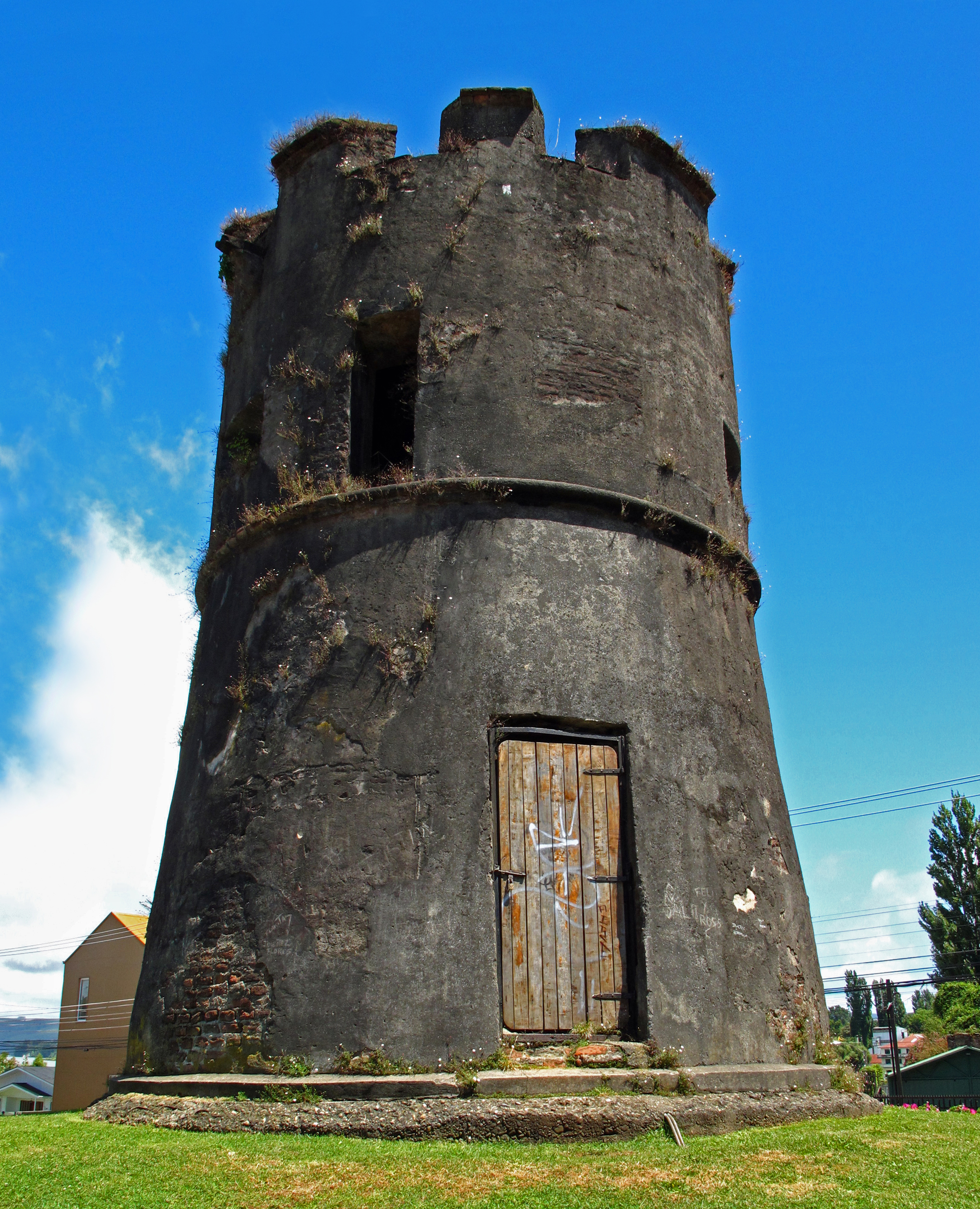
Pevnost Torreón Los Canelos
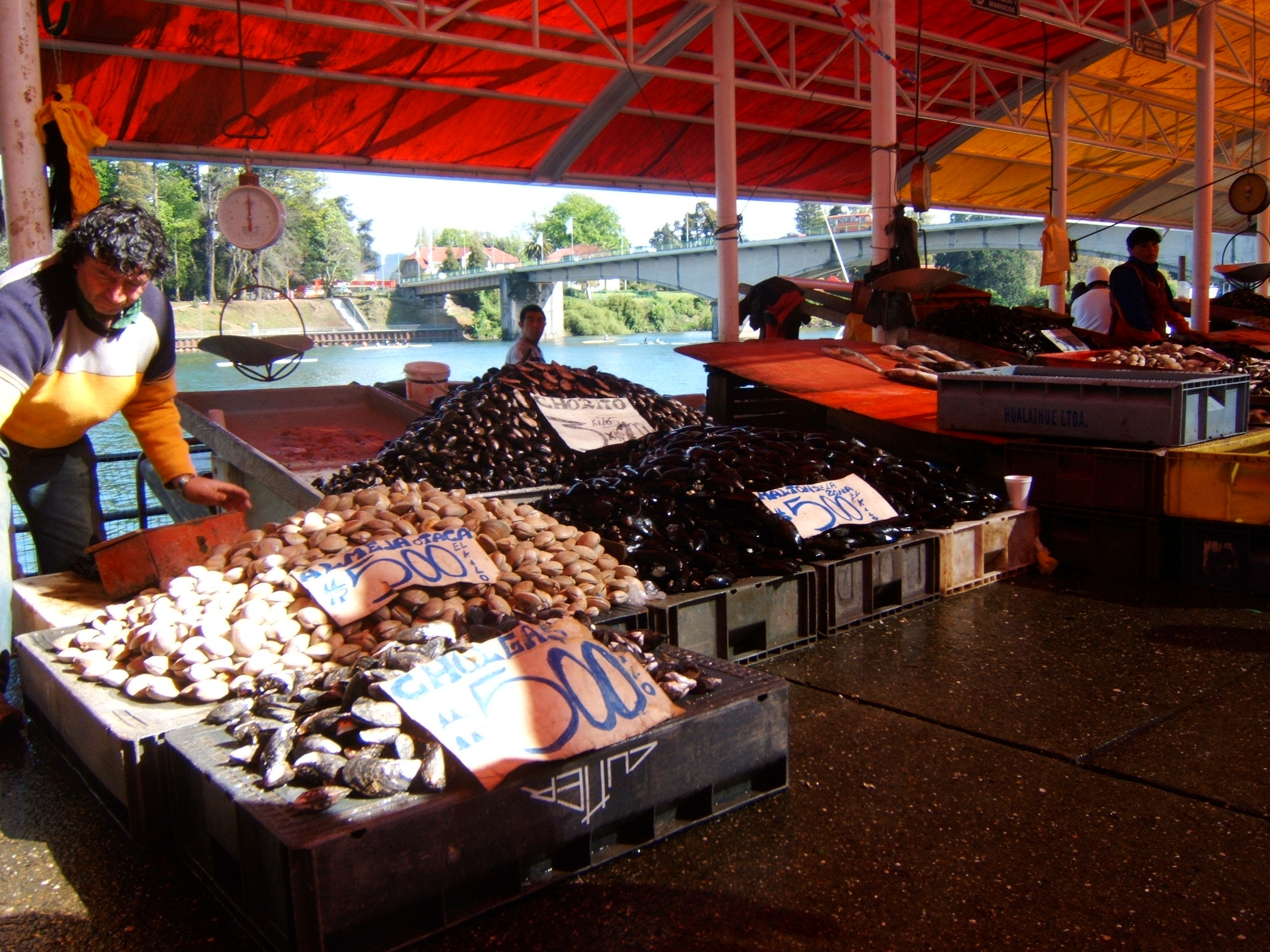
Říční trh

## Partnerská města
- Ateca, Španělsko
- Hamburk, Německo
- Hobart, Austrálie
- Kluž, Rumunsko
- Mount Pleasant, USA
- Neuquén, Argentina
- Tacoma, Spojené státy americké